# Ede
Ede (nizozemsky: Ede [ˈeːdə]) je město v Nizozemsku v provincii Gelderland. Žije zde přibližně 119 tisíc obyvatel.

## Poloha
Ede leží v polovině cesty mezi většími městy Arnhem a Utrecht. S oběma jmenovanými městy má přímé železniční i dálniční spojení. Městem neprotéká žádná řeka, ale přibližně 10 kilometrů jižně městem Wageningen protéká jedno z ramen Rýna. Město má v porovnání s ostatními nizozemskými městy čistý vzduch, protože je zčásti obklopeno lesem.

## Ekonomika
Ekonomicky se městu daří velmi dobře, především díky blízkosti hlavních silnic a dálnic, které nabízejí rychlé spojení s přístavem v Rotterdamu, letištěm Schiphol u Amsterdamu a průmyslové oblasti Porýní-Porúří v Německu. Hlavními zdroji byla továrna patřící společnosti Enka, která je již zavřena a tři vojenské základny na východě města, které jsou od zrušení povinné vojenské služby velmi málo využívány. Město se tak snaží přilákat turisty hlavně z větších nizozemských měst (Amsterdam, Rotterdam, Haag). Jedním z hlavních zaměstnavatelů je továrna Riedel, ve které se vyrábí džusy či jiné ovocné šťávy.

## Doprava
Jižně od města vede dálnice A12 a s dálnicí A1 město spojuje dálnice A30. V Ede leží dvě železniční zastávky. Důležitější je Ede-Wageningen, odkud jezdí vlaky do Amsterdamu, Utrechtu, Arnhemu či Alkmaaru. Méně důležitá je zastávka Ede-Centrum, která vede do Amersfoortu.

## Osobnosti
- Sonja Tolová (* 1972), nizozemská kordistka, olympionička
- Bibiane Schoofsová (* 1988), nizozemská tenistka, žije v Ede